# Smreczanka
Smreczanka (słow. Smrečianka) – potok płynący Doliną Żarską w słowackich Tatrach Zachodnich. Ma źródła u podnóży Rohacza Płaczliwego, na wysokości ok. 1650 m. W obrębie Doliny Żarskiej ma kilka dopływów: Szarafiowy Potok spływający Szarafiowym Żlebem, potok spod Jałowieckiej Przełęczy, potok spod Rosochy Jałowieckiej, potok spod Szerokiej, Łuczywnik spływający doliną Łuczywnik, potok spod Czarnych Skał, Bystry Potok spływający dnem Doliny Bystrego Potoku i potok spod Gołego Wierchu. Po opuszczeniu Tatr Smreczanka płynie przez miejscowości Żar i Smreczany w kierunku południowo-zachodnim, potem zmienia kierunek na południowy i w Liptowskim Mikułaszu (w dzielnicy Okoličné) uchodzi na wysokości 597 m do Wagu jako jego prawy dopływ. Na terenie Kotliny Liptowskiej przyjmuje jeszcze dwa prawe dopływy. Większy z nich to Wierzbicki Potok, również mający źródła w Tatrach, drugi to niewielki Hubáňsky potok, powstający już w Kotlinie Liptowskiej.